# Pavel Francouz
Pavel Francouz (Plzeň, 3 giugno 1990) è un hockeista su ghiaccio ceco.

## Carriera
Dalla stagione 2015/16 fino alla 2017/18 ha giocato in KHL con il Traktor Čeljabinsk.
Con la nazionale della Repubblica Ceca ha preso parte a diverse edizioni dei campionati mondiali (2013, 2014, 2016, 2017, 2018) e ai Giochi olimpici invernali 2018.
Dal 1 luglio 2019 gioca in NHL con i Colorado Avalanche.